# Yuka Sakurai
Yuka Sakurai (jap. 櫻井由香 Sakurai Yuka; ur. 2 września 1974 w Kaizu, w Japonii) – japońska siatkarka grająca na pozycji przyjmującej. Obecnie występuje w drużynie Denso Airybees.